# كونستانتين كوشاييف
كونستانتين فيتاليفيتش كوشاييف (بالروسية: Константин Витальевич Кучаев) هو لاعب كرة قدم روسي في مركز الوسط ولد في يوم 18 مارس 1998 في مدينة ريازان في روسيا، يلعب حالياً مع نادي سسكا موسكو، ولعب مع منتخب روسيا تحت 21 سنة لكرة القدم ويبلغ طوله 178 سم.

## روابط خارجية
- كونستانتين كوشاييف على موقع الاتحاد الأوربي (الإنجليزية)
- كونستانتين كوشاييف على موقع قاعدة بيانات كرة القدم.إي يو (الإنجليزية)
- كونستانتين كوشاييف على موقع ناشيونال فوتبول تيمز (الإنجليزية)
- كونستانتين كوشاييف على موقع Soccerway.com (الإنجليزية)
- كونستانتين كوشاييف على موقع عالم كرة القدم.نت (الإنجليزية)